# Vä-Skepparslövs pastorat
Vä-Skepparslövs pastorat är ett pastorat i Villands och Gärds kontrakt i Lunds stift, som till 2014 bildade en kyrklig samfällighet i Kristianstads kommun i Skåne län.
Pastoratet omfattar sedan 2002
- Vä-Skepparslövs församling
- Träne-Djurröds församling
- Köpinge församling.

Pastoratskod är 071714.